# 3933 Portugal
3933 Portugal è un asteroide della fascia principale esterna. Scoperto nel 1986, presenta un'orbita caratterizzata da un semiasse maggiore pari a 3,2479002 UA e da un'eccentricità di 0,0967363, inclinata di 1,70434° rispetto all'eclittica.